# Siegfried Sieber

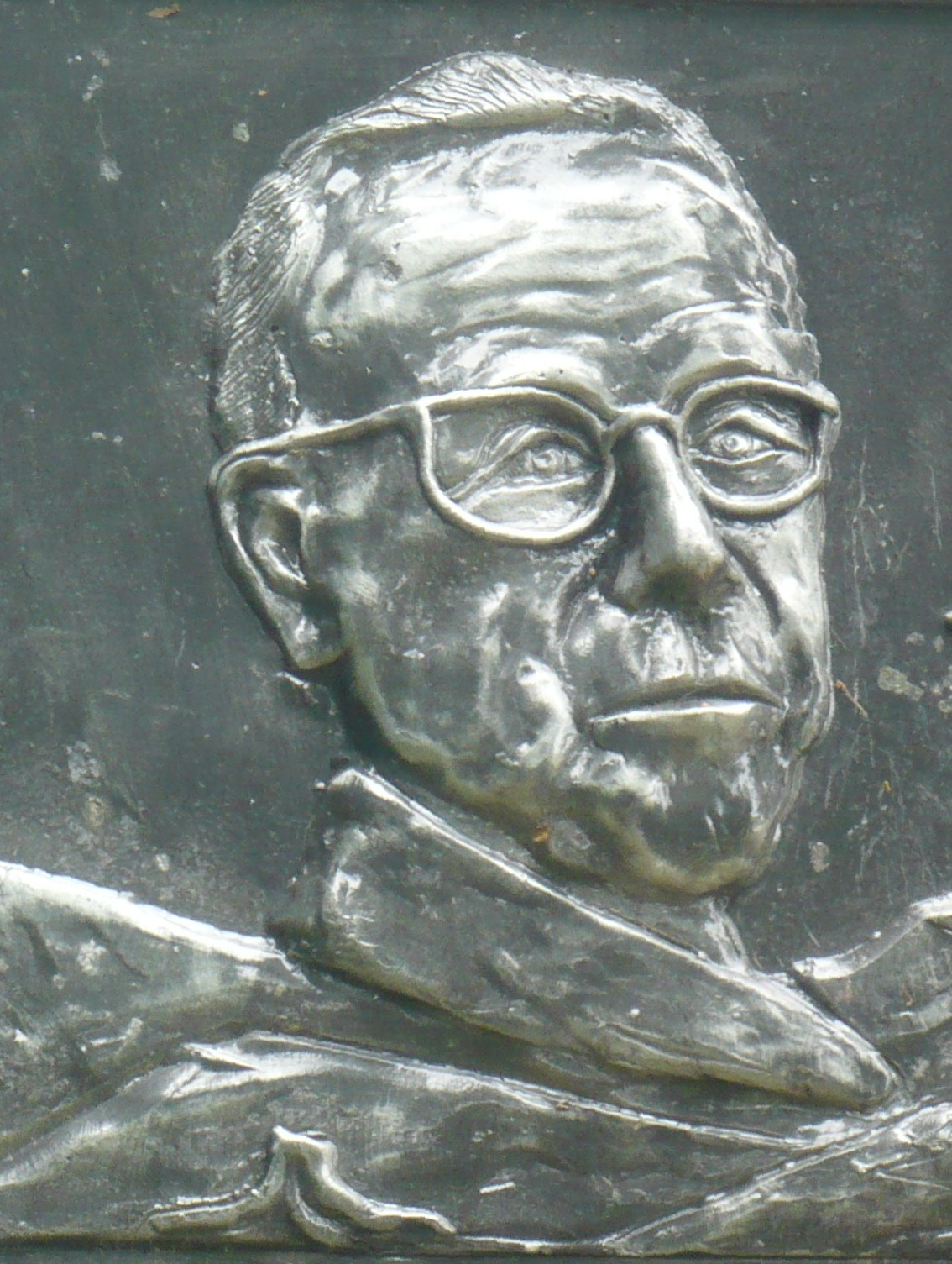
Siegfried Sieber, Porträt vom Denkmal in Aue

Siegfried Ludwig Sieber (* 27. März 1885 in Oschatz; † 18. Juli 1977 in Aue) war ein deutscher Pädagoge sowie erzgebirgischer Heimatforscher und -schriftsteller.

## Leben und Wirken

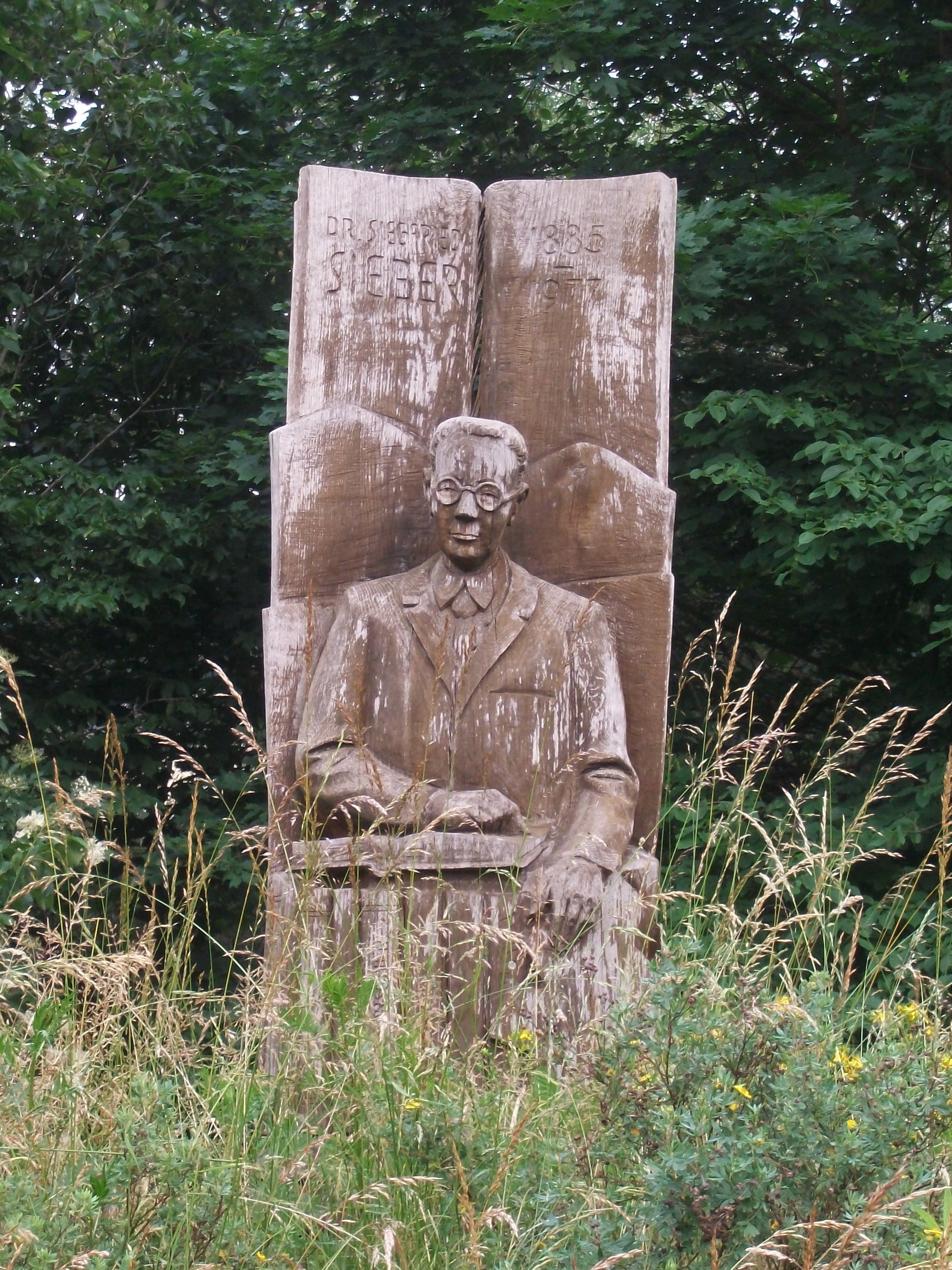
Siegfried Sieber (Skulptur in Aue)

Der Sohn des Königlichen Musikdirektors Friedrich Sieber besuchte die Kreuzschule in Dresden und war Mitglied im dortigen Kreuzchor. Er schrieb sich im April 1907 an der Universität Leipzig für ein Deutsch-, Geschichte- und Erdkunde-Studium ein, wechselte im Oktober 1908 für zwei Semester an die Universität in München und schloss seine Studien im September 1910 ab. Im selben Jahr wurde er zum Dr. phil. promoviert. Nach dem abgeschlossenen Staatsexamen, mit dem er die Lehrbefugnis erlangte, fand er 1913 in der sächsischen Stadt Aue eine neue Heimat und wurde an der dortigen Oberrealschule als Lehrer angestellt. Noch vor Kriegsausbruch heiratete er. Im Ersten Weltkrieg diente Sieber – zuletzt als Leutnant – in Serbien. Zurück in Aue gründete er 1919 die Volkshochschule, die ihren Sitz in der Kantstraße nahm, und wurde deren Leiter. Im Jahr 1922 gründete Sieber einen Museumsverein, aus dem das spätere Heimatmuseum hervorging, das er auch viele Jahre leitete. 1921 wurde er zum Studienrat ernannt. Bereits zu diesem Zeitpunkt begann Siegfried Sieber mit wissenschaftlichen und publizistischen Arbeiten zur Geschichte der Stadt Aue. Sein erstes wichtiges heimatgeschichtliches Werk war die Festschrift anlässlich der 750-Jahr-Feier von Aue. Diese erstmals in einem umfangreichen Werk publizierten Forschungsergebnisse zur Stadtgeschichte sind weiterhin die Grundlage für Stadtgeburtstage, obwohl neuere Archivmaterialien ein späteres Stadtgründungsjahr belegen. Viele weitere Werke, insbesondere zur Montan- und Industriegeschichte der Stadt und des Erzgebirges folgten, z. B. eine Serie von Aufsätzen zur Geschichte der Hammerwerke, die zwischen 1925 und 1928 in den Heimatblättern abgedruckt wurden. Sieber zeichnete sich durch einen selbstlosen Forscherfleiß bis ins hohe Alter aus. Zahlreiche Beiträge finden sich in Reihen wie den Freiberger Forschungsheften, der Urania, Forschung und Fortschritt, den Sächsischen Heimatblättern, der Kultur und Heimat wie auch im Heimatfreund des Kreises Aue und im Heimatfreund für das Erzgebirge. An drei Bänden der Reihe Werte der deutschen Heimat hatte er maßgeblichen Anteil. Insgesamt liegen rund 30 Bücher und mehr als 1.500 Einzelabhandlungen von Sieber vor. Weiterhin wirkte Sieber als Denkmalpfleger. Seit der Gründung des Kulturbunds (KB) 1945 war er dessen Mitglied. An volkskundlichen Werken sind seine Mitwirkung am Grundriß der Sächsischen Volkskunde, seine Monographie zur Spitzenklöppelei im Erzgebirge und seine rund 10-jährige aktive Mitarbeit im Redaktionsbeirat der Wochenzeitung Glück auf hervorzuheben. Obwohl Sieber nie Mitglied der NSDAP gewesen war, wurde er 1946 bei der Entnazifizierung der Sowjetischen Besatzungszone aufgrund von Denunziation aus dem Schuldienst entlassen. In der Folge arbeitete er als Privatgelehrter u. a. für die Deutsche Akademie der Wissenschaften in Berlin und an der Volkshochschule Aue.
Sieber war u. a. Mitglied im Sächsischen Altertumsverein, im Verein für Sächsische Volkskunde und leitete lange Zeit die Versammlung westerzgebirgischer Heimatforscher, die auf seine Anregung entstanden war. Ab 1939 war er Mitglied der Sächsischen Kommission für Geschichte.

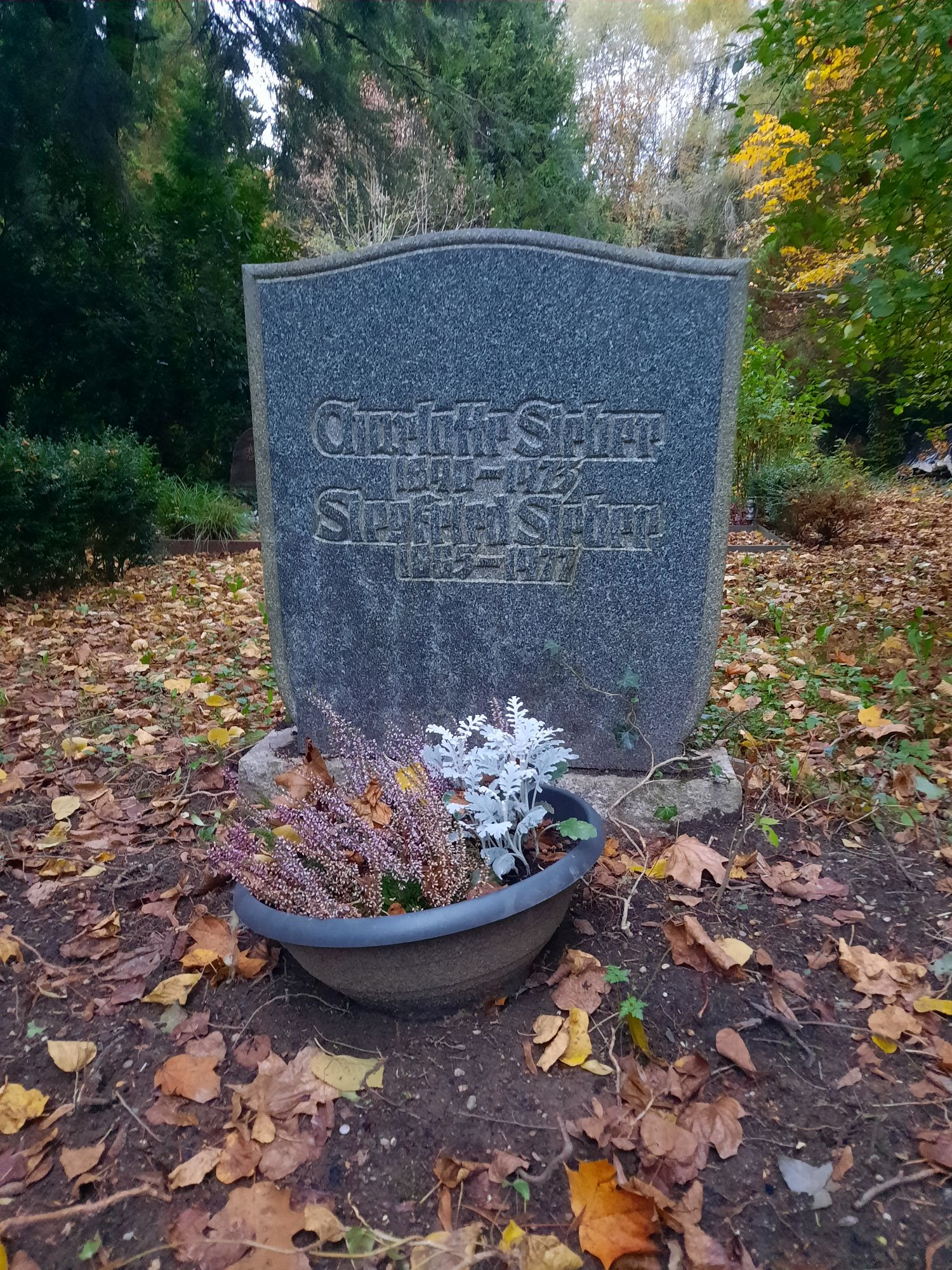
Grab Siegfried Sieber auf dem Friedhof in Aue-Zelle

Sieber war seit 1913 mit Charlotte geb. Binder (1890–1973), die aus Leipzig-Gohlis stammte, verheiratet und hatte einen Sohn. Das Familiengrab befindet sich auf dem Friedhof in Aue-Zelle.

## Ehrungen

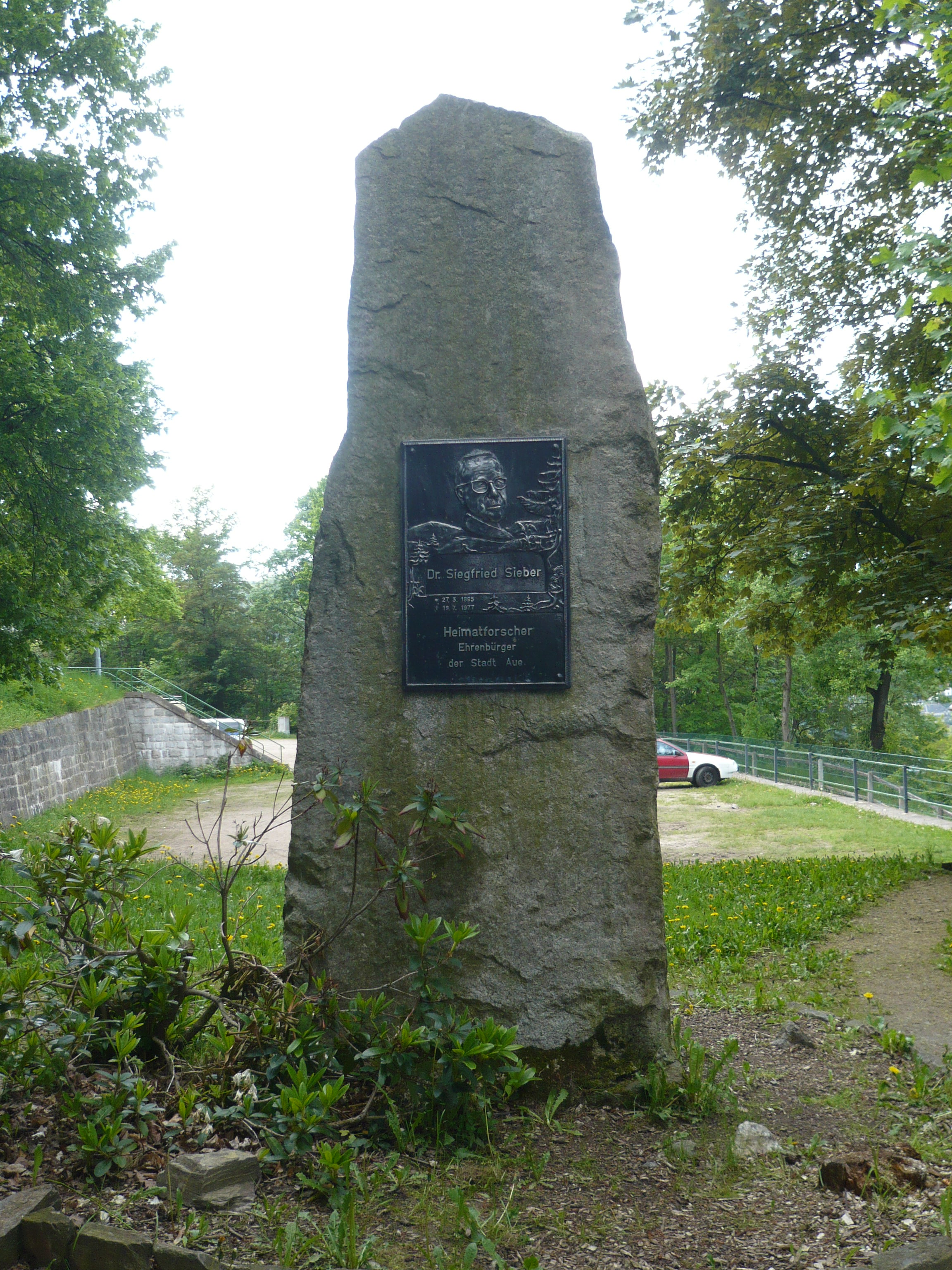
Denkmal für Sieber in Aue

1965 wurde Sieber in Anerkennung seiner Forschungsarbeiten mit der Ehrennadel für heimatkundliche Leistungen in Gold, sowie von der Akademie der Wissenschaften in Berlin mit der Leibniz-Medaille ausgezeichnet. Er erhielt 1973 die Ehrenbürgerwürde der Stadt Aue. Ihm zu Ehren trägt ein sich zweimal jährlich treffender Arbeitskreis der Heimatforscher im Westerzgebirge den Namen Siegfried Sieber. Anlässlich seines 110. Geburtstags wurde während des Parkfestes 1995 in Anwesenheit seines Sohnes Arnulf Sieber am Fuß des Heidelsbergs in Aue ein Denkmal eingeweiht.

## Hauptwerke
- Volksbelustigungen bei deutschen Kaiserkrönungen, Diss. Leipzig 1911.
- Festschrift zur 750-Jahrfeier der Stadt Aue im Erzgebirge am 7. Mai 1923. 1923, Reprint 2007.
- Das Erzgebirge. Landschaft und Menschen, Dresden 1930.
- Die Geschichte des Blaufarbenwerkes Niederpfannenstiel, 1935.
- Brautfahrt ins Erzgebirge. Glück-Auf Verlag, Schwarzenberg/Erzgeb., 1940.
- Kleine Stadt im Sturm, Roman aus dem Revolutionsjahr 1848; um 1944; Matthes VBH, Prag-Leipzig u. Hartenstein.
- Zur Geschichte des erzgebirgischen Bergbaues. Knapp, 1954.
- Die Montanlandschaft um Schwarzenberg. Manuskript, 1967.
- Studien zur Industriegeschichte des Erzgebirges. Böhlau, 1967.
- Die Bergbaulandschaft von Schneeberg und Eibenstock. Werte der deutschen Heimat Bd. 11, 1967.
- Von Annaberg bis Oberwiesenthal. Werte der deutschen Heimat Bd. 13, 1969.
- Um Aue, Schwarzenberg und Johanngeorgenstadt. Werte unserer Heimat Bd. 20, 1972.
- Geliebte Erzgebirgsheimat. Chemnitzer Verlag, 1997.

## Nachlass
Der wissenschaftliche Nachlass von Siegfried Sieber befindet sich seit 2013 im Kreisarchiv Aue.